# Richard Garfield
Richard Garfield (Philadelphia, 26 juni 1963) is een Amerikaans wiskundeprofessor en spelontwerper. Hij bedacht (ruil)kaartspelen, zoals Magic: The Gathering, De Grote Dalmuti en Keyforge en de bordspellen Robo Rally, Bunny Kingdom, King of Tokyo en King of New York.
Al in zijn tienerjaren houdt hij zich bezig met het ontwerpen van kaartspellen. Magic: The Gathering is zijn meest succesvolle spel. Zijn Vampire: The Eternal Struggle is een van de meest succesvolle ruilkaartspelen voor meer dan twee personen.

## Ludografie
- Magic: The Gathering
- Netrunner
- BattleTech
- Vampire: The Eternal Struggle (oorspronkelijk bekend als Jyhad)
- De Grote Dalmuti
- Star Wars Trading Card Game
- Robo Rally
- King Of Tokyo
- King Of New York
- King of Monster Island
- Bunny Kingdom
- KeyForge
- Artifact
- The Hunger